# Hauptstadtvertrag
Als Hauptstadtvertrag wird der Vertrag über die Zusammenarbeit der Bundesregierung und des Senats von Berlin zum Ausbau Berlins als Hauptstadt der Bundesrepublik Deutschland und zur Erfüllung seiner Funktion als Sitz des Deutschen Bundestages und der Bundesregierung vom 25. August 1992 bezeichnet. Darin verpflichten sich die Bundesrepublik Deutschland und das Land Berlin zur Kooperation. Dem Bund wird eine Mitwirkung bei der hauptstadtbedingten Bauplanung zugesichert.
Die im Jahre 1975 getroffene Hauptstadtvereinbarung betraf die Stadt Bonn, den damaligen Sitz von Regierung und Parlament Deutschlands. Mit dieser Vereinbarung zwischen dem Bund, dem Land NRW und der Stadt Bonn sollte insbesondere die Kooperation der damaligen Bautätigkeiten des Bundes verbessert werden.